# Ренье, Луи-Пьер-Панталеон

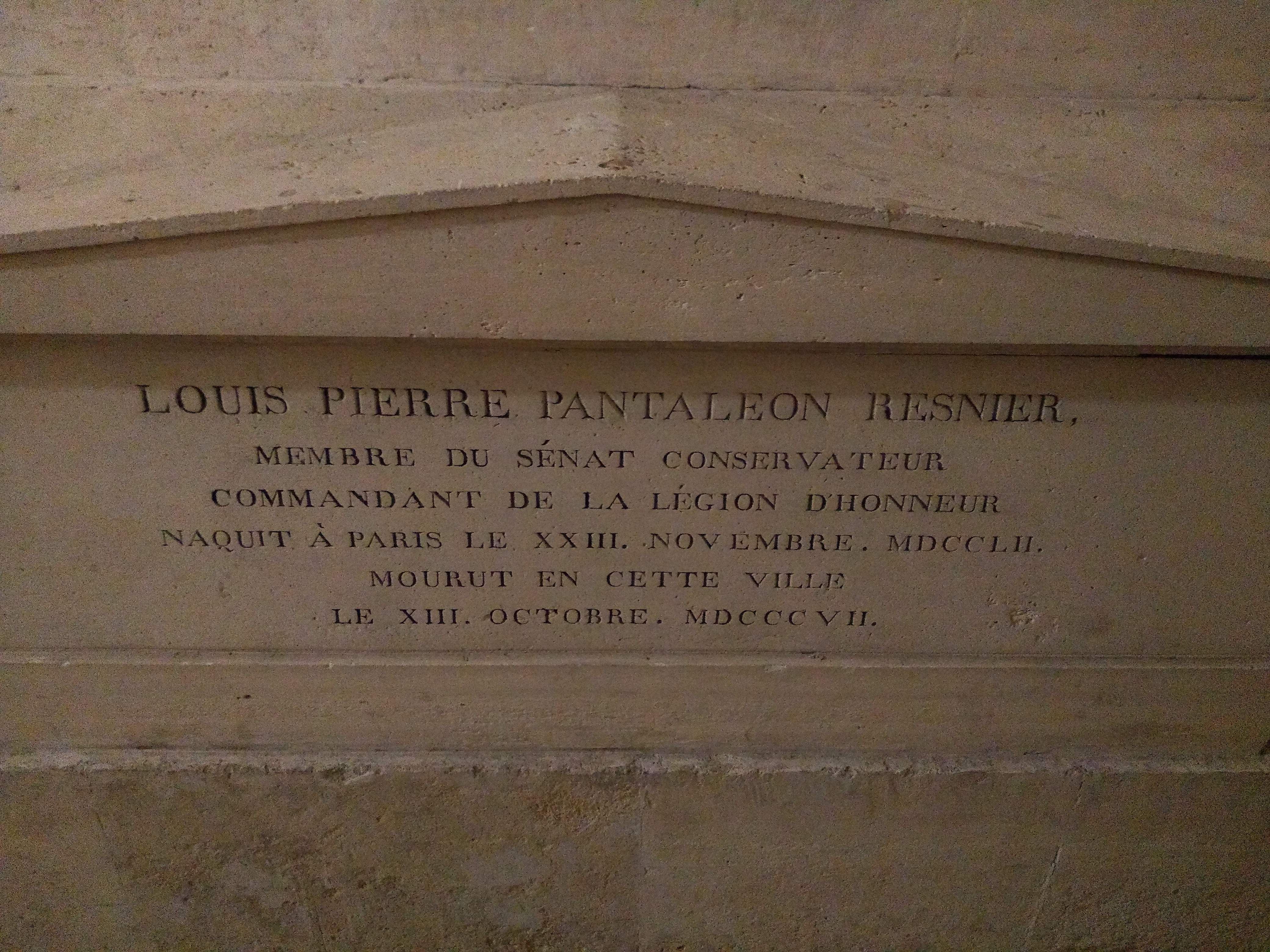
Могила Ренье в Парижском Пантеоне

Луи́-Пьер-Панталеон Ренье (фр. Louis-Pierre-Pantaléon Resnier; 23 ноября 1759, Париж — 8 октября 1807, там же) — французский актёр, драматург, журналист, литературный критик, политик времён Великой французской революции, Первой республики и Первой империи, член Охранительного сената.
Автор нескольких комедий. Служил помощником библиотекаря в Коллеже четырёх наций. Затем сотрудничал с газетой Le Moniteur universel, писал репортажи и критические статьи о театральных и литературных произведениях.
С 1795 по 1800 год служил чиновником в Министерстве иностранных дел Франции. В 1799 году стал сенатором Охранительного сената.
Похоронен в Парижском Пантеоне. Его бюст работы Клодиона находится в Версальском дворце.

## Избранные сочинения
- La Bonne Femme, ou le Phénix, parodie d’Alceste, en 2 actes, en vers mêlés de vaudevilles et de danses, avec Pierre-Antoine-Augustin de Piis, Jean-Baptiste-Denis Desprès et Pierre-Yves Barré, Paris, Comédiens italiens ordinaires du Roi, 7 juillet 1776
- L’Opéra de province, nouvelle parodie d’Armide, en 2 actes et en vers, mêlés de vaudeville, avec Pierre-Antoine-Augustin de Piis, Jean-Baptiste-Denis Desprès et Pierre-Yves Barré, Paris, Comédiens italiens ordinaires du roi, 17 décembre 1777